# Amaury Nolasco
Amaury Nolasco (tên đầy đủ: Amaury Nolasco Garrido, sinh ngày 24 tháng 12 năm 1970) là một diễn viên gốc Dominican, nổi tiếng với vai trò của Fernando Sucre trên truyền hình Vượt ngục.
Cũng giống như nhân vật Sucre của mình, Amaury sinh ra tại Puerto Rico. Khi còn nhỏ, Amaury không có ý định trở thành một diễn viên. Anh theo học bộ môn sinh học tại đại học của Puerto Rico với mong muốn sẽ trở thành một bác sĩ.
Duyên số đưa Amaury Nolasco đến New York, anh tham gia một khóa học về phim truyền hình. Và ngay sau khi khóa học kết thúc, Nolasco đã có được những vai diễn nhỏ.
Sau vai diễn Sucre ấn tượng trong series phim Vượt ngục, Amaury Nolasco còn ghi điểm với một vai diễn trong phim bom tấn Transformers.

## Phim điện ảnh
| Năm  | Tên phim         | Nhân vật      |
| ---- | ---------------- | ------------- |
| 2000 | Brother          | Victor        |
| 2002 | Final Breakdown  | Hector Arturo |
| 2003 | 2 Fast 2 Furious | Orange Julius |
| 2003 | The Librarians   | G-Man         |
| 2004 | Mr. 3000         | Minadeo       |
| 2006 | The Benchwarmers | Carlos        |
| 2007 | Transformers     | Figueroa      |
| 2008 | Street Kings     | Santos        |
| 2008 | Max Payne        | Jack Lupino   |
| 2009 | Armored          | Palmer        |
| TBA  | The Rum Diary    | Segurra       |

## Phim truyền hình
| Năm         | Tên phim                                   | Nhân vật               |
| ----------- | ------------------------------------------ | ---------------------- |
| 1999        | Arli$$                                     | Ivory Ortega           |
| 1999        | Early Edition                              | Pedro Mendoza          |
| 2000        | The Dukes of Hazzard: Hazzard in Hollywood | Cypriano               |
| 2000        | The Huntress                               | Flaco Rosario          |
| 2001        | CSI: Crime Scene Investigation             | Hector Delgado         |
| 2002        | ER                                         | Ricky                  |
| 2003        | George Lopez                               | Young Manny            |
| 2004        | Eve                                        | Adrian                 |
| 2005        | CSI: NY                                    | Ruben DeRosa           |
| 2005 - 2009 | Vượt ngục                                  | Fernando Sucre         |
| 2007        | Mind of Mencia                             | Himself                |
| 2010        | Southland                                  | Detective Rene Cordero |
| 2010        | Chase                                      | Marco Martinez         |
| 2009        | CSI Miami (Mùa 8 tập 7)                    | Nathan Cole            |

- Amaury Nolasco trên IMDb
- Amaury Nolasco trên trang TV.com
- Biodata Lưu trữ ngày 7 tháng 8 năm 2008 tại Wayback Machine
- Vượt ngục website entry for Nolasco Lưu trữ ngày 5 tháng 5 năm 2009 tại Wayback Machine